# 森下瑠子
森下 瑠子（もりした るこ、1997年11月27日 - ）は、日本の女優、タレント。2018年にジュネスを退会。

## 出演

### バラエティ
- 上沼恵美子は見た!日常ワイド劇場（TBSテレビ）
- ドスペ! 明日アナタが輝くために…素晴らしき女の人生（2005年、テレビ朝日）
- ちゅろすでChu!（2005 - 2006年、メガポート放送）
- 秋の教育スペシャル「現役教師1000人大告白スペシャル これが今どきの学校だ!」（2006年、フジテレビ）
- 『ぷっ』すま（2006 - 2008年、テレビ朝日）ビビリ劇団メンバー
- 音楽のちから（NHK教育）
- えいごリアン3（NHK教育）
- シャキーン!（NHK教育）
- GO!GO!EIGO!（BSフジ）
- TV☆Lab ゴロクヤ（2009年、BSフジ）
- おはスタ（テレビ東京）
- 戦国鍋TV 〜なんとなく歴史が学べる映像〜（2011年、tvk）カナコ 役[2]

### 映画
- ウール100%（2006年）梅（幼少） 役
- YOSHIMOTO DIRECTOR'S 100 〜100人が映画撮りました〜「my」（2007年）キシモトマイ（幼少）役、ウサギ少女 役

### CM
- ニチリョク、愛彩花 生花祭壇の葬儀の訴求篇
- 日立、DVDカムWooo
- 東京電力、再生可能エネルギー